# Coppa CEV 2008-2009 (maschile)
La Coppa CEV di pallavolo maschile 2008-2009 è la 37ª edizione del secondo torneo pallavolistico europeo per importanza dopo la Champions League, la seconda con questa denominazione; iniziata il 4 novembre 2008, si è conclusa con la fina-four di Glifada, in Grecia, il 22 marzo 2009. Alla competizione hanno partecipato 35 squadre e la vittoria finale è andata per la prima volta alla Volejbol'nyj klub Lokomotiv Belogor'e.

## Squadre partecipanti
- Tirol
- Vienna hotVolleys[1]
- Asse-Lennik
- Averbode[2]
- Anorthōsīs
- Santasport
- Pielaveden Sampo
- Beauvais[1]
- Cannes

- Stade Poitevin
- Paris[1]
- Charlottenburg
- Lamia
- Olympiakos
- Panathīnaïkos[1]
- Piemonte
- Rabotnički
- Budvanska rivijera

- Budućnost Podgorica
- Nesselande
- AZS Olsztyn
- Jastrzębski Węgiel
- Dukla Liberec
- Piatra Neamț
- Tomis Costanza
- Lokomotiv-Belogor'e
- Lokomotiv Novosibirsk

- Radnički Kragujevac
- Template:Volley Alpacem Kalanl
- Almería
- Arona
- Amriswil
- Losanna UC
- Halkbank
- Dunaferr
- Kaposvár

## Torneo

### Sedicesimi di finale

#### Andata
| Data     | Risultati           | Risultati | Risultati             | 1° Set | 2° Set | 3° Set | 4° Set | 5° Set |
| -------- | ------------------- | --------- | --------------------- | ------ | ------ | ------ | ------ | ------ |
| 05-11-08 | Olympiakos          | 3 - 2     | Jastrzębski Węgiel    | 18-25  | 25-21  | 25-23  | 21-25  | 15-7   |
| 05-11-08 | Tomis Costanza      | 3 - 2     | Tirol                 | 18-25  | 20-25  | 25-18  | 29-27  | 21-19  |
| 05-11-08 | Salonit Anhovo      | 2 - 3     | Pielaveden Sampo      | 25-22  | 13-25  | 26-24  | 24-26  | 12-15  |
| 05-11-08 | Anorthōsīs          | 2 - 3     | Stade Poitevin        | 25-21  | 25-27  | 25-21  | 16-25  | 9-15   |
| 06-11-08 | Piemonte            | 2 - 3     | Cannes                | 20-25  | 25-15  | 25-17  | 21-25  | 11-15  |
| 05-11-08 | Piatra Neamț        | 2 - 3     | Radnički Kragujevac   | 25-22  | 17-25  | 25-19  | 20-25  | 12-15  |
| 05-11-08 | Dukla Liberec       | 3 - 0     | Dunaferr              | 25-21  | 25-15  | 29-27  |        |        |
| 06-11-08 | Budvanska rivijera  | 3 - 0     | Asse-Lennik           | 25-16  | 25-16  | 25-18  |        |        |
| 05-11-08 | Charlottenburg      | 3 - 1     | Lamia                 | 25-16  | 28-26  | 23-25  | 25-22  |        |
| 04-11-08 | Rabotnički          | 0 - 3     | Nesselande            | 19-25  | 22-25  | 19-25  |        |        |
| 05-11-08 | Santasport          | 3 - 0     | Kaposvár              | 25-18  | 25-19  | 25-20  |        |        |
| 04-11-08 | Lokomotiv-Belogor'e | 3 - 0     | AZS Olsztyn           | 25-23  | 25-17  | 25-21  |        |        |
| 06-11-08 | Almería             | 3 - 2     | Losanna UC            | 26-24  | 25-21  | 16-25  | 23-25  | 15-7   |
| 05-11-08 | Amriswil            | 0 - 3     | Halkbank              | 17-25  | 21-25  | 21-25  |        |        |
|          | Budućnost Podgorica | 3 - 0     | Bye                   |        |        |        |        |        |
| 05-11-08 | Arona               | 0 - 3     | Lokomotiv Novosibirsk | 14-25  | 20-25  | 23-25  |        |        |

#### Ritorno
| Data     | Risultati             | Risultati | Risultati           | 1° Set | 2° Set | 3° Set | 4° Set | 5° Set |
| -------- | --------------------- | --------- | ------------------- | ------ | ------ | ------ | ------ | ------ |
| 13-11-08 | Jastrzębski Węgiel    | 1 - 3     | Olympiakos          | 20-25  | 16-25  | 25-18  | 19-25  |        |
| 12-11-08 | Tirol                 | 3 - 1     | Tomis Costanza      | 25-20  | 22-25  | 25-20  | 25-22  |        |
| 12-11-08 | Pielaveden Sampo      | 3 - 0     | Salonit Anhovo      | 25-19  | 25-13  | 25-19  |        |        |
| 12-11-08 | Stade Poitevin        | 3 - 1     | Anorthōsīs          | 25-19  | 25-22  | 20-25  | 25-20  |        |
| 12-11-08 | Cannes                | 2 - 3     | Piemonte            | 23-25  | 25-16  | 22-25  | 25-17  | 8-15   |
| 12-11-08 | Radnički Kragujevac   | 3 - 0     | Piatra Neamț        | 25-17  | 25-15  | 25-16  |        |        |
| 12-11-08 | Dunaferr              | 0 - 3     | Dukla Liberec       | 18-25  | 12-25  | 18-25  |        |        |
| 11-11-08 | Asse-Lennik           | 1 - 3     | Budvanska rivijera  | 16-25  | 25-23  | 22-25  | 23-25  |        |
| 12-11-08 | Lamia                 | 3 - 1     | Charlottenburg      | 23-25  | 25-14  | 25-17  | 32-32  |        |
| 11-11-08 | Nesselande            | 3 - 0     | Rabotnički          | 25-16  | 28-26  | 25-22  |        |        |
| 12-11-08 | Kaposvár              | 3 - 2     | Santasport          | 23-25  | 22-25  | 25-17  | 25-15  | 15-10  |
| 12-11-08 | AZS Olsztyn           | 0 - 2     | Lokomotiv-Belogor'e | 17-25  | 13-25  | 22-25  |        |        |
| 12-11-08 | Losanna UC            | 1 - 3     | Almería             | 22-25  | 25-19  | 16-25  | 17-25  |        |
| 12-11-08 | Halkbank              | 3 - 2     | Amriswil            | 25-23  | 23-25  | 22-25  | 25-23  | 15-4   |
| 11-11-08 | Bye                   | 0 - 3     | Budućnost Podgorica |        |        |        |        |        |
| 12-11-08 | Lokomotiv Novosibirsk | 3 - 2     | Arona               | 25-22  | 22-25  | 14-25  | 28-26  | 15-9   |

#### Squadre qualificate
- Olympiakos
- Tirol
- Pielaveden Sampo
- Stade Poitevin
- Piemonte (15-6 al golden set)
- Radnički Kragujevac
- Dukla Liberec
- Budvanska rivijera

- Lamia (15-11 al golden set)
- Nesselande
- Santasport
- Lokomotiv-Belogor'e
- Almería
- Halkbank
- Budućnost Podgorica
- Lokomotiv Novosibirsk

### Ottavi di finale

#### Andata
| Data     | Risultati           | Risultati | Risultati             | 1° Set | 2° Set | 3° Set | 4° Set | 5° Set |
| -------- | ------------------- | --------- | --------------------- | ------ | ------ | ------ | ------ | ------ |
| 10-12-08 | Olympiakos          | 3 - 0     | Tirol                 | 25-21  | 25-21  | 25-21  |        |        |
| 10-12-08 | Pielaveden Sampo    | 0 - 3     | Stade Poitevin        | 15-25  | 21-25  | 21-25  |        |        |
| 10-12-08 | Piemonte            | 3 - 0     | Radnički Kragujevac   | 25-19  | 25-14  | 25-23  |        |        |
| 10-12-08 | Dukla Liberec       | 3 - 1     | Budvanska rivijera    | 22-25  | 25-23  | 25-18  | 25-20  |        |
| 10-12-08 | Lamia               | 3 - 1     | Nesselande            | 26-28  | 25-21  | 27-25  | 25-23  |        |
| 10-12-08 | Santasport          | 3 - 1     | Lokomotiv-Belogor'e   | 25-20  | 25-21  | 16-25  | 25-23  |        |
| 11-12-08 | Almería             | 3 - 0     | Halkbank              | 25-21  | 25-21  | 25-23  |        |        |
| 10-12-08 | Budućnost Podgorica | 0 - 3     | Lokomotiv Novosibirsk | 25-23  | 25-23  | 25-23  |        |        |

#### Ritorno
| Data     | Risultati             | Risultati | Risultati           | 1° Set | 2° Set | 3° Set | 4° Set | 5° Set |
| -------- | --------------------- | --------- | ------------------- | ------ | ------ | ------ | ------ | ------ |
| 16-12-08 | Tirol                 | 1 - 3     | Olympiakos          | 19-25  | 19-25  | 25-15  | 25-27  |        |
| 17-12-08 | Stade Poitevin        | 3 - 0     | Pielaveden Sampo    | 25-21  | 25-23  | 26-24  |        |        |
| 17-12-08 | Radnički Kragujevac   | 0 - 3     | Piemonte            | 20-25  | 14-25  | 23-25  |        |        |
| 17-12-08 | Budvanska rivijera    | 3 - 0     | Dukla Liberec       | 25-14  | 25-15  | 25-15  |        |        |
| 16-12-08 | Nesselande            | 1 - 3     | Lamia               | 25-22  | 22-25  | 22-25  | 24-26  |        |
| 17-12-08 | Lokomotiv-Belogor'e   | 3 - 0     | Santasport          | 25-22  | 25-22  | 25-22  |        |        |
| 17-12-08 | Halkbank              | 3 - 2     | Almería             | 25-19  | 25-18  | 21-25  | 15-25  | 15-9   |
| 18-12-08 | Lokomotiv Novosibirsk | 3 - 0     | Budućnost Podgorica | 25-17  | 25-17  | 25-17  |        |        |

#### Squadre qualificate
- Olympiakos
- Stade Poitevin
- Piemonte
- Budvanska rivijera
- Lamia
- Lokomotiv-Belogor'e
- Almería
- Lokomotiv Novosibirsk (15-12 al golden set)

### Quarti di finale

#### Andata
| Data     | Risultati  | Risultati | Risultati             | 1° Set | 2° Set | 3° Set | 4° Set | 5° Set |
| -------- | ---------- | --------- | --------------------- | ------ | ------ | ------ | ------ | ------ |
| 14-01-09 | Olympiakos | 3 - 0     | Stade Poitevin        | 26-24  | 25-11  | 25-17  |        |        |
| 14-01-09 | Piemonte   | 3 - 0     | Budvanska rivijera    | 25-22  | 25-11  | 30-28  |        |        |
| 14-01-09 | Lamia      | 1 - 3     | Lokomotiv-Belogor'e   | 25-22  | 13-25  | 18-25  | 15-25  |        |
| 15-01-09 | Almería    | 3 - 0     | Lokomotiv Novosibirsk | 25-17  | 25-23  | 25-20  |        |        |

#### Ritorno
| Data     | Risultati           | Risultati | Risultati  | 1° Set | 2° Set | 3° Set | 4° Set | 5° Set |
| -------- | ------------------- | --------- | ---------- | ------ | ------ | ------ | ------ | ------ |
| 21-01-09 | Stade Poitevin      | 3 - 1     | Olympiakos | 25-20  | 19-25  | 25-22  | 25-21  |        |
| 21-01-09 | Budvanska rivijera  | 2 - 3     | Piemonte   | 25-22  | 27-29  | 19-25  | 25-20  | 12-15  |
| 21-01-09 | Lokomotiv-Belogor'e | 3 - 0     | Lamia      | 25-21  | 25-12  | 25-22  |        |        |
| 21-01-09 | Paris               | 3 - 1     | Almería    | 25-21  | 25-18  | 21-25  | 25-22  |        |

#### Squadre qualificate
- Olympiakos
- Piemonte
- Lokomotiv-Belogor'e
- Almería

### Challenge Round

#### Andata
| Data     | Risultati         | Risultati | Risultati           | 1° Set | 2° Set | 3° Set | 4° Set | 5° Set |
| -------- | ----------------- | --------- | ------------------- | ------ | ------ | ------ | ------ | ------ |
| 11-02-09 | Beauvais          | 0 - 3     | Lokomotiv-Belogor'e | 19-25  | 23-25  | 23-25  |        |        |
| 11-02-09 | Paris             | 3 - 2     | Almería             | 19-25  | 25-27  | 25-21  | 25-21  | 15-12  |
| 11-02-09 | Vienna hotVolleys | 0 - 3     | Piemonte            | 19-25  | 23-25  | 21-25  |        |        |
| 11-02-09 | Panathīnaïkos     | 3 - 0     | Olympiakos          | 29-27  | 25-23  | 25-21  |        |        |

#### Ritorno
| Data     | Risultati           | Risultati | Risultati         | 1° Set | 2° Set | 3° Set | 4° Set | 5° Set |
| -------- | ------------------- | --------- | ----------------- | ------ | ------ | ------ | ------ | ------ |
| 18-02-09 | Lokomotiv-Belogor'e | 3 - 0     | Beauvais          | 25-22  | 25-10  | 25-15  |        |        |
| 19-02-09 | Almería             | 3 - 1     | Paris             | 25-21  | 25-27  | 25-22  | 27-25  |        |
| 18-02-09 | Piemonte            | 3 - 0     | Vienna hotVolleys | 25-27  | 25-19  | 25-22  |        |        |
| 19-02-09 | Olympiakos          | 3 - 2     | Panathīnaïkos     | 20-25  | 25-18  | 22-25  | 25-18  | 18-16  |

#### Squadre qualificate
- Lokomotiv-Belogor'e
- Almería
- Piemonte
- Panathīnaïkos

### Final Four
La final four si è disputata a Glifada ( Grecia).

Le semifinali si sono giocate il 21 marzo, mentre le finali per il terzo e il primo posto il 22 marzo.
|  | Semifinali          | Semifinali          | Semifinali    |               |                     | Finale              | Finale             | Finale             |  |
|  |                     |                     |               |               |                     |                     |                    |                    |  |
|  | Lokomotiv-Belogor'e | Lokomotiv-Belogor'e | 3             |               |                     |                     |                    |                    |  |
|  | Lokomotiv-Belogor'e | Lokomotiv-Belogor'e | 3             |               |                     |                     |                    |                    |  |
|  | Almería             | Almería             | 1             |               |                     |                     |                    |                    |  |
|  | Almería             | Almería             | 1             |               | Lokomotiv-Belogor'e | Lokomotiv-Belogor'e | 3                  |                    |  |
|  |                     |                     |               |               | Lokomotiv-Belogor'e | Lokomotiv-Belogor'e | 3                  |                    |  |
|  |                     |                     | Panathīnaïkos | Panathīnaïkos | 1                   |                     |                    |                    |  |
|  | Piemonte            | Piemonte            | Panathīnaïkos | Panathīnaïkos | 1                   | 2                   |                    |                    |  |
|  | Piemonte            | Piemonte            |               |               |                     | 2                   |                    |                    |  |
|  | Panathīnaïkos       | Panathīnaïkos       | 3             |               |                     | Finale 3º/4º posto  | Finale 3º/4º posto | Finale 3º/4º posto |  |
|  | Panathīnaïkos       | Panathīnaïkos       | 3             |               |                     |                     |                    |                    |  |
|  |                     |                     |               |               |                     |                     |                    |                    |  |
|  |                     |                     |               |               |                     | Almería             | Almería            | 1                  |  |
|  |                     |                     |               |               |                     | Almería             | Almería            | 1                  |  |
|  |                     |                     |               |               |                     | Piemonte            | Piemonte           | 3                  |  |

#### Semifinali
| Data     | Risultati           | Risultati | Risultati     | 1° Set | 2° Set | 3° Set | 4° Set | 5° Set |
| -------- | ------------------- | --------- | ------------- | ------ | ------ | ------ | ------ | ------ |
| 21-03-09 | Lokomotiv-Belogor'e | 3 - 1     | Almería       | 23-25  | 25-22  | 25-18  | 25-23  |        |
| 21-03-09 | Piemonte            | 2 - 3     | Panathīnaïkos | 25-23  | 25-18  | 15-25  | 20-25  | 6-15   |

#### Finale 3º/4º posto
| Data     | Risultato | Risultato | Risultato | 1° Set | 2° Set | 3° Set | 4° Set | 5° Set |
| -------- | --------- | --------- | --------- | ------ | ------ | ------ | ------ | ------ |
| 22-03-09 | Almería   | 1 - 3     | Piemonte  | 25-18  | 22-25  | 18-25  | 18-25  |        |

#### Finale
| Data     | Risultato           | Risultato | Risultato     | 1° Set | 2° Set | 3° Set | 4° Set | 5° Set |
| -------- | ------------------- | --------- | ------------- | ------ | ------ | ------ | ------ | ------ |
| 22-03-09 | Lokomotiv-Belogor'e | 3 - 1     | Panathīnaïkos | 25-19  | 17-25  | 25-20  | 25-20  |        |

## Premi individuali
| Premio                | Giocatore        | Squadra             |
| --------------------- | ---------------- | ------------------- |
| MVP                   | Liberman Agámez  | Panathīnaïkos       |
| Miglior realizzatore  | Liberman Agámez  | Panathīnaïkos       |
| Miglior attaccante    | Īlias Lappas     | Panathīnaïkos       |
| Miglior muro          | Vladimir Nikolov | Piemonte            |
| Miglior servizio      | Sergej Korošev   | Lokomotiv-Belogor'e |
| Miglior palleggiatore | Denis Ignat'ev   | Lokomotiv-Belogor'e |
| Migliore ricevitore   | Renaud Herpe     | Panathīnaïkos       |